# Tafelvulkan

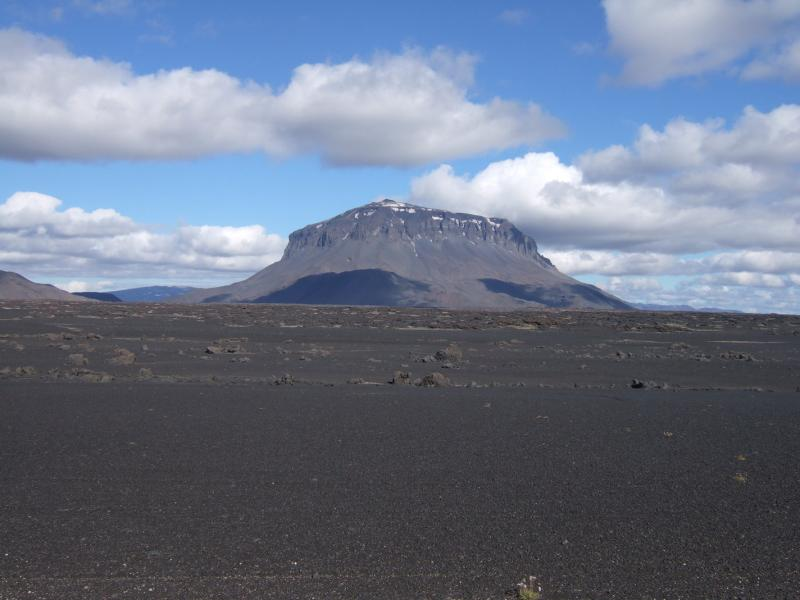
Tafelvulkan Herðubreið in Island

Ein Tafelvulkan, auch Tuya oder (isländisch) Stapi genannt, ist ein Vulkan mit einer relativ flachen und breiten Oberflächenform und sehr steilen, oft auch sehr erodierten Wänden. Er entsteht, wenn der Austritt der Lava durch einen Gletscher oder einen Eisschild erfolgt. Nach dem Abschmelzen der Eisdecke verbleibt ein steilwandiger Tafelberg, der die umgebende, meist ebene Landschaft überragt.

## Entstehung

Subglaziale Eruption, ein Ausbruch unter einem Gletscher: 1. Wasserdampfwolke, 2. See, 3. Gletschereis, 4. Lava- und Aschelagen, 5. Geologische Schichten, 6. Kissenlava, 7. Vulkanschlot, 8. Magmakammer, 9. Dyke.

Tafelvulkane haben ihre Ursache in subglazialen Eruptionen, dabei entsteht ein charakteristischer Aufbau: Auf horizontal ausgerichteten Basalt an der Basis setzt ein Hauptkörper aus Palagonit auf, dessen Spitze aus subaerisch ausgeflossener Lava gebildet wird.
Die Hitze der aus einem Schlot austretenden Lava führt während der Eruption zum Einschmelzen eines sich ständig erweiternden Hohlraums im Eis. Die sich zu Anfang bildende Kissenlava wird bei Annäherung an die Oberfläche durch Hyaloklastiten verdrängt. Dabei entsteht ein am Eis angelehnter, steilwandiger Kegelstumpf aus basaltischer Kissenlava. An der Eisoberfläche entsteht oberhalb des Schlots eine Caldera, die sich mit Schmelzwasser füllt. Mit dem Wachsen des Vulkankegels und dem Sinken des Wasserspiegels in dieser Caldera entstehen bei der phreatomagmatische Eruption Vulkanite, die den Ablagerungen mariner Eruptionen ähneln. Bei länger andauernder Eruption nimmt der überlastende Wasserdruck ab, der Kegel durchstößt die Eisdecke und wird als Nunatak sichtbar. Bei dem nunmehrigen Vulkanausbruch an der Oberfläche entweichen explosionsartig Gase und Wasserdampf. Die ausströmende Lava wird hierbei zertrümmert und lagert sich um den Schlot ab. Über der Eisoberfläche bauen sich weitere Lavaschichten auf. Das den Vulkan umgebende Schmelzwasser wird auf bis zu 20 °C aufgewärmt und verwandelt basaltische Gläser in Palagonit.
Nach dem vollständigen Abschmelzen des umgebenden Gletschers steht der Berg in Form eines Tafelvulkans frei.

## Erscheinungsbild

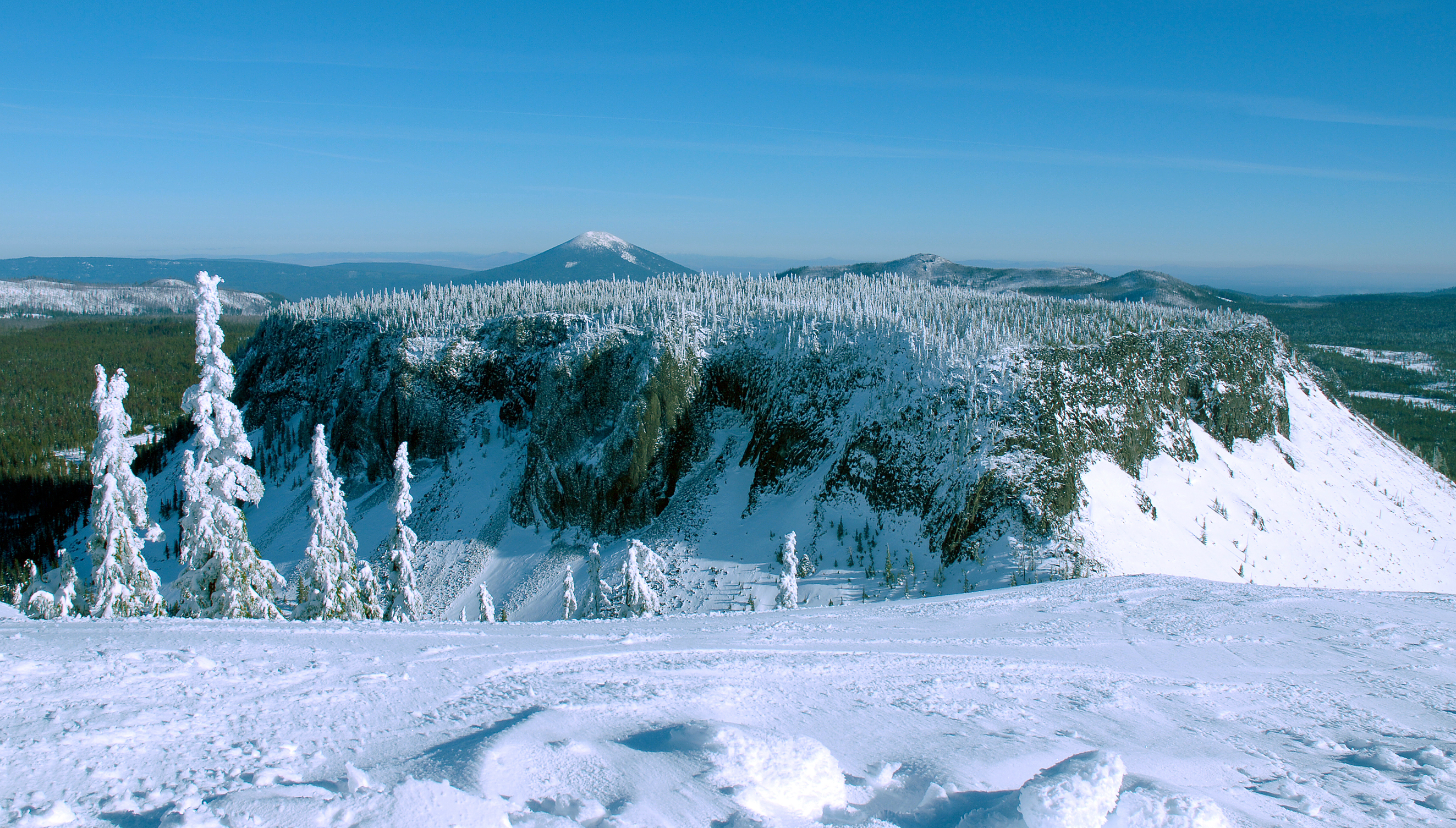
Tafelvulkan Hayrick Butte im Winter

Der Tafelvulkan zeigt ein typisches, flaches Gipfelplateau aus subaerisch geförderten Lavaströmen, diese Laven weisen üblicherweise eine Mächtigkeit von wenigen Metern und eine durch Oxidation mit Luftsauerstoff hervorgerufene typische Rotfärbung auf. Subaerische Eruptionsprodukte sind charakterisiert durch auffallend rotgefärbte oxidierte vulkanische Bomben und Lapilli.
Das typische äußere Erscheinungsbild eines Tafelvulkans unterscheidet diesen deutlich von submarin entstandenen Vulkanen, da das stützende Eis eine wesentlich steilere Flankenbildung zulässt, hinsichtlich ihrer inneren Zusammensetzung sind sie ähnlich.
Subglaziale Laven sind durch ihre irreguläre Form, das Vorkommen vulkanischen Glases, eine typische Braunfärbung durch mangelnde Oxidation und die säulige Absonderung charakterisiert.

## Vorkommen
Die besonderen Bedingungen, welche an die Entstehung von Tuyas geknüpft sind, beschränkt deren Vorkommen auf bestimmte Regionen:
- Antarktis (Brown Bluff)
- Island (Herðubreið, Eiríksjökull, Fagradalsfjall, Hlöðufell, Ingólfsfjall)
- British Columbia (Pyramid Mountain, Tuya Butte, Caribou Tuya, South Tuya, The Table)
- Oregon (Hayrick Butte, Hogg Rock)

## Wortherkunft
Der kanadische Geologe William Henry Matthews (1919–2003) veröffentlichte 1947 eine Schrift mit dem Titel Tuyas – Flat-Topped Volcanoes in Northern British Columbia, die die Ergebnisse einer Forschungsreise in das Tuya-Vulkanfeld am Tuya River beschrieb. Das Gebiet dieser Expedition wird heute durch den Tuya Mountains Provincial Park geschützt.